# Шварцхольц
Шварцхольц (нем. Schwarzholz) — община в Германии, районный центр, расположен в земле Саксония-Анхальт. 
Входит в состав района Штендаль. Подчиняется управлению Арнебург-Гольдбек.  Население составляет 169 человек (на 31 декабря 2023 года). Занимает площадь 12,82 км².

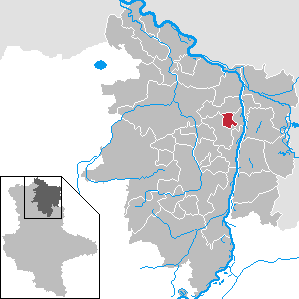
Шварцхольц